# Dermophis mexicanus
La tapalcúa o tepelcúa (Dermophis mexicanus) es una especie de anfibio gimnofión de la familia Dermophiidae. Es endémica del sur de México y América Central: habita en El Salvador, en el sur y en el este de Guatemala, en el noroeste y en el sur de Honduras y en el oeste de Nicaragua. Tal vez, también en Belice. Vive en madrigueras en el suelo húmedo y suelto y se alimenta de lombrices de tierra, termitas, ortópteros y otros. Aunque puede ser abundante localmente, se encuentra en riesgo por pérdida de su hábitat.

## Características
Son anfibios sin patas, (similar a las serpientes que son reptiles sin patas). Son ciegas ya que son animales de hábitos subterráneos, sus ojos están poco o nada desarrollados careciendo de estructura interna. En cambio tienen un notable sentido del olfato y sensibilidad a las vibraciones. Su piel es lisa, distribuida a lo largo de su cuerpo en forma de pliegues, muy similar a los anillos de las lombrices, siéndole muy útil a la hora de moverse en el suelo y bajo él. Su mecanismo de alimentación y su curioso mecanismo locomotor son actualmente objeto de estudios científicos. Puede llegar a medir 66 cm.

## Hábitat
Sus hábitats naturales incluyen bosques secos tropicales o subtropicales, montanos secos, plantaciones, jardines rurales. Viven debajo del suelo bajo troncos podridos y montículos de hojas ya que la materia orgánica en descomposición genera calor y este es de su agrado. Son más activos durante la noche, sobre todo después de las lluvias salen a la superficie. 

## Alimentación
La tepelcua es cazadora, se alimenta de lombrices, insectos, como, termitas, larvas de escarabajos, chicharras y otros invertebrados subterráneos. Sin embargo también existe evidencia de que ocasionalmente dependiendo del tamaño, también come pequeños reptiles y culebras. Puede detectar por medio de las vibraciones y su olfato cuando una presa está cerca.

## Reproducción
La hembra puede medir 30 a 45 cm. El apareamiento aparentemente se lleva a cabo durante la estación lluviosa y las crías embrionarias y larvarias son mantenidas dentro del cuerpo del adulto por un año completo antes de nacer. Presentan el desarrollo embrionario más avanzado entre los anfibios de Centroamérica. 
Los huevos se desarrollan dentro del oviducto, incluso la etapa equivalente al renacuajo en las ranas y sapos se desarrolla dentro del oviducto. Al momento de nacer, la cría está completamente desarrollada con todos los rasgos de un adulto. Por tanto se puede decir que las tepelcuas son vivíparas. Paren de 3 a 16 crías entre los meses de mayo y junio. Cada recién nacido mide entre 10 y 15 cm de largo.

## La tepelcua en la cultura popular
Según la creencia popular ataca ingresando por el ano mientras se defeca en el monte, alojándose en los intestinos. La única manera de expulsarla es sentarse sobre un recipiente de leche caliente, de esta forma la tepelcua sentirá su olor y saldrá del cuerpo a beber la leche que tanto le gusta.  
```
[
cita
 
requerida
]
```

Otra creencia también señala que la tepelcua acecha a las mujeres lactantes que dan leche a sus hijos, prendiéndose de los pechos de la mujer para beber leche y dándole la cola al bebe, de esta forma engaña a los dos. Sin embargo, tales aseveraciones no tienen ningún sustento en la evidencia. Por lo cual, la especie sufre de prejuicios injustos.
```
[
cita
 
requerida
]
```